# Коневский сельсовет (Новосибирская область)
Коневский сельсовет — сельское поселение в Краснозёрском районе Новосибирской области Российской Федерации.
Административный центр — село Конево.

## История
Статус и границы сельского поселения установлены Законом Новосибирской области от 2 июня 2004 года № 200-ОЗ «О статусе и границах муниципальных образований Новосибирской области»

## Население
| 2002 | 2010 | 2012 | 2013 | 2014 | 2015 | 2016 |
| ---- | ---- | ---- | ---- | ---- | ---- | ---- |
| 1101 | ↘781 | ↘777 | ↗794 | ↘770 | ↘755 | ↘738 |
| 2017 | 2018 | 2019 | 2020 | 2021 |      |      |
| ↗743 | ↘735 | ↘732 | ↘693 | ↘667 |      |      |

## Состав сельского поселения
| № | Населённый пункт | Тип населённого пункта       | Население |
| - | ---------------- | ---------------------------- | --------- |
| 1 | Конево           | село, административный центр | ↘740      |
| 2 | Рямской          | посёлок                      | ↘41       |